# Distrito electoral de Mount Pleasant (condado de Cass, Nebraska)
Mount Pleasant (en inglés: Mount Pleasant Precinct) es un distrito electoral ubicado en el condado de Cass en el estado estadounidense de Nebraska. En el Censo de 2010 tenía una población de 238 habitantes y una densidad poblacional de 2,54 personas por km².

## Geografía
Mount Pleasant se encuentra ubicado en las coordenadas 40°54′27″N 96°4′25″O / 40.90750, -96.07361. Según la Oficina del Censo de los Estados Unidos, Mount Pleasant tiene una superficie total de 93.84 km², de la cual 93.75 km² corresponden a tierra firme y (0.09%) 0.09 km² es agua.

## Demografía
Según el censo de 2010, había 238 personas residiendo en Mount Pleasant. La densidad de población era de 2,54 hab./km². De los 238 habitantes, Mount Pleasant estaba compuesto por el 97.9% blancos, el 0% eran afroamericanos, el 0.42% eran amerindios, el 0.84% eran asiáticos, el 0% eran isleños del Pacífico, el 0.42% eran de otras razas y el 0.42% pertenecían a dos o más razas. Del total de la población el 0.84% eran hispanos o latinos de cualquier raza.